# Sirisena Amarasiri
Matarage Sirisena Amarasiri de Silva (* 5. September 1925; † 7. Januar 2007 in Maharagama, Westprovinz, Ceylon) war ein sri-lankischer Politiker der  United National Party (UNP), der unter anderem zwischen 1988 und 1993 Chief Minister der Südprovinz sowie von 1999 bis 2003 Gouverneur der Provinz Uva.

## Leben
Matarage Sirisena Amarasiri de Silva besuchte das St. Aloysius’ College in Galle und engagierte sich zunächst in der Lanka Sama Samaja Party (LSSP). Er war für die United National Party (UNP) 1960 für den Wahlkreis „Hiniduma“ erstmals kurzzeitig Mitglied des Abgeordnetenhauses (House of Representatives) von Ceylon. 1965 wurde er abermals Mitglied des Abgeordnetenhauses und gehörte diesem bis 1970 an. 1977 wurde er Mitglied der nunmehrigen Nationalen Staatsversammlung (National State Assembly) sowie 1978 schließlich erstmals Mitglied des Parlaments von Sri Lanka, dem er in der ersten Legislaturperiode bis 1989 angehörte. 1977 wurde er im Kabinett von Premierminister Junius Richard Jayewardene zunächst stellvertretender Minister für Handel und Schifffahrt sowie später Handelsminister.
Am 16. Juni 1988 wurde Amarasiri erster Chief Minister der Südprovinz und bekleidete dieses Amt bis zu seiner Ablösung durch Amarasiri Dodangoda im Oktober 1993. Am 1. November 1999 löste er Ananda Dassanayake als Gouverneur der Provinz Uva ab und übte diese Funktion bis zum 24. April 2003 aus, woraufhin Nanda Mathew seine Nachfolge antrat.